# Kira Nerys
 (mai 2017).
Si vous disposez d'ouvrages ou d'articles de référence ou si vous connaissez des sites web de qualité traitant du thème abordé ici, merci de compléter l'article en donnant les références utiles à sa vérifiabilité et en les liant à la section « Notes et références ».
Kira Nerys est un personnage de l'univers de Star Trek. Elle fait partie des protagonistes des sept saisons de la série Star Trek: Deep Space Nine et elle y est incarnée par la comédienne Nana Visitor.

## Biographie
Kira Nerys (dont le prénom, conformément à la coutume bajorane, est placé après le nom de famille) est née en 2343 dans la province de Dahkur sur la planète Bajor. Alors que son enfance et son adolescence auraient dû être placées sous le signe des arts puisque sa famille appartient à l’ancienne caste des Ih’valla D’jarra (ce qui, avant l’occupation cardassienne, l'aurait conduite à suivre une carrière artistique comme tous ses ancêtres avant elle), Nerys passe le début de sa vie sous la domination des Cardassiens qui ont envahi sa planète natale, en saccageant les richesses et en exploitant ou en massacrant les habitants. 
Installée tant bien que mal en compagnie des siens au sein du camp de réfugiés de Singha, la fillette est rapidement séparée de sa mère, Kira Meru. Les Cardassiens ayant tout fait pour brouiller les quelques pistes qui auraient pu permettre aux Bajorans survivants de savoir précisément ce qu’étaient devenus leurs proches, Nerys a longtemps supposé que Meru était simplement morte de malnutrition mais celle-ci a d’abord été contrainte de devenir l’une des maîtresses de Gul Dukat. S'agissant de son père, Kira Taban, il ne tarde pas à disparaître à son tour.
Révoltée par la situation de son peuple, Kira Nerys est seulement âgée de 12 ans lorsqu’elle décide, sous l’influence de son ami Lorit Akrem, de rejoindre la cellule de résistance qui s’est constitué autour de Shakaar Edon. En tant que membre actif du réseau Shakaar, elle combat donc dès lors pour l'indépendance de Bajor. Elle est ainsi chargée d’obtenir une liste comportant les noms de collaborateurs reconnus. Détenu par Vaatrik, le pharmacien bajoran de la station orbitale minière Terok Nor, ce document ne peut cependant être récupéré sans dommages et la résistante est contrainte d’abattre son propriétaire lorsque ce dernier la surprend en train de fouiller son officine. Immédiatement suspectée du meurtre, elle en est disculpée en toute bonne foi par Odo (mis dans l’obligation d’exercer les fonctions de chef de la sécurité pour le compte des administrateurs cardassiens de la station). En 2357, Kira fait ensuite partie des libérateurs du camp de Gallitep dont la sinistre notoriété tient au nombre de Bajorans qui y ont succombé.
Douze autres années plus tard, Kira Nerys, promue au rang de major, est affectée sur Terok Nor (rebaptisée Deep Space Nine) en qualité d’officier de liaison entre le gouvernement provisoire de Bajor, qui vient tout juste de se libérer du joug de ses occupants, et la Fédération des planètes unies venue contribuer à la reconstruction de son monde natal. Dans un premier temps, cette situation est d’autant plus désagréable à la jeune femme que celle-ci est foncièrement opposée aux choix politiques du gouvernement qui lui a confié ce poste. Lorsque le trou de ver (ou « vortex ») menant au Quadrant Gamma est découvert en 2369, elle apprend néanmoins par l'intermédiaire de Kai Opaka (dont les connaissances en matière de religion font autorité auprès de tous ses compatriotes) que les Prophètes souhaitent la voir coopérer autant que possible avec Benjamin Sisko.
Si sa jeunesse lui a offert peu d’occasions de se laisser aller à de tendre sentiments envers quiconque, Kira Nerys tombe néanmoins sous le charme du Vedek Bareil Antos en 2370 et reste sa maîtresse jusqu’à la disparition accidentelle du religieux bajoran l’année suivante. Peu de temps après, elle retrouve Shakaar Edon sous les ordres indirects duquel elle combattait quelques années plus tôt. Lorsque l’ancien chef de la résistance, devenu Premier Ministre de Bajor, se rend sur DS9 en 2372, le major Kira entame avec lui une relation amoureuse qui dure jusqu’en 2374. 
Shakaar n’est pourtant pas le père de l’enfant que porte Nerys entre 2372 et 2373. Cette grossesse a en effet été provoquée par un accident de navette à la suite duquel le docteur Julian Bashir a dû implanter d’urgence le bébé de Miles et de Keiko O'Brien à la seule mère porteuse potentielle se trouvant alors à ses côtés. Installée auprès du couple jusqu’au moment de la naissance conformément au souhait de Keiko, Kira Nerys ne peut s’empêcher de concevoir envers Miles de tendres sentiments que le technicien en chef n’est pas loin de partager. Les deux officiers sont toutefois d'accord pour ne pas approfondir une telle relation et la venue au monde du petit Kirayoshi met un terme à cette situation ambiguë. À la fin de l’année 2374, le major Kira, qui n’ignore plus la passion qu’elle inspire au constable Odo, finit par céder à ses propres inclinations et devient la compagne du métamorphe.
Dans l'Univers Miroir que les ressortissants des Quadrants Alpaha et Bêta ont plusieurs fois l'occasion de visiter, Kira rencontre en outre son alter ego (qui n'est autre que la cruelle intendante de Terok Nor) et le charme sulfureux de cette dernière ne semble pas la laisser indifférente.
Le conflit contre le Dominion et la multiplicité des alliances qu’il engendre fournit l’occasion à Kira Nerys de donner la pleine mesure de son courage et de sa détermination. Entre 2371 et 2375, elle se montre ainsi capable d’analyser chaque changement politique avec une rare objectivité, allant jusqu’à "s’associer" à certains de ses anciens ennemis cardassiens lorsqu’elle comprend que l’intérêt de ses compatriotes et de ses proches réside dans une telle coopération. En 2375, elle assiste ainsi Damar lorsque celui-ci prend la tête des dissidents qui ont entrepris de miner de l’intérieur l’alliance entre l’Empire Cardassien et le Dominion, poussant le courage jusqu’à se rendre sur Cardassia Prime où elle est capturée. Elle y échappe de justesse à une exécution sommaire. 
La guerre contre les forces issues du Quadrant Gamma à peine terminée, le major conduit elle-même Odo sur la planète des Fondateurs où il est appelé à rejoindre le Grand Flux (ou « Great Link ») afin d’apprendre à ses semblables comment vivre en paix avec le reste de la Galaxie. 
Elle regagne ensuite la station Deep Space Nine dont elle prend le commandement avec le grade de colonel des forces bajoranes.